# ماريو مولر
ماريو مولر هو لاعب كرة قدم ألماني، ولد في 16 يناير 1992 في مانهايم في ألمانيا.

## وصلات خارجية
- ماريو مولر على موقع قاعدة بيانات كرة القدم.إي يو (الإنجليزية)
- ماريو مولر على موقع عالم كرة القدم.نت (الإنجليزية)